# Спиридонов, Сергей Парфентьевич
Сергей Парфентьевич Спиридонов (род. 15 октября 1915) — советский борец классического стиля, чемпион и призёр чемпионатов СССР, Заслуженный мастер спорта СССР (1948), Заслуженный тренер СССР (1956). Судья всесоюзной категории (1956), почётный судья всесоюзной категории (1965). Отличник физической культуры (1954).

## Биография
Увлёкся борьбой в 1932 году. Участвовал в 12 чемпионатах СССР (1935—1941, 1947—1951) за харьковское и львовское «Динамо». Выступал в наилегчайшей и легчайшей весовых категориях (до 52 и 57 кг).

## Спортивные результаты
- Чемпионат СССР по классической борьбе 1935 года — ;
- Чемпионат СССР по классической борьбе 1936 года — ;
- Чемпионат СССР по классической борьбе 1937 года — 5;
- Чемпионат СССР по классической борьбе 1938 года — ;
- Чемпионат СССР по классической борьбе 1939 года — ;
- Чемпионат СССР по классической борьбе 1940 года — ;
- Чемпионат СССР по классической борьбе 1941 года — 4;
- Чемпионат СССР по классической борьбе 1947 года — ;
- Чемпионат СССР по классической борьбе 1948 года — ;
- Чемпионат СССР по классической борьбе 1949 года — ;